# Corpus Harsona Kvartett
A Corpus Harsona Kvartett 2001-ben alakult Budapesten. Az alapító tagok Wagner Csaba, Veér Mátyás, Sütő András és Pálinkás Péter. Mindössze három hónap együtt játékot követően a csapat benevezett első nemzetközi versenyére, a Passaui Nemzetközi Rézfúvós Kamarazenei versenyre. Itt elnyerték a verseny különdíját, ami egy kottavásárlásra elkölthető pénznyeremény volt. Ezzel az együttes megalapozta repertoárját.
Az ezt követő időszak áldozatos munkát követelt meg a tagoktól, rendszeres volt a mindennapos együtt játék. Ezekben az években elsődleges céljuk volt rendszeres fellépéseik mellett az új művek elsajátítása, felkészülés a későbbi versenyekre, valamint kortárs zeneszerzők felkérése új művek megírására. Ekkor született Meskó Ilona Fo(u)r Corpus, Dubrovay László Ördögűző és Fekete Gyula Karácsonyi Kvartett című műve is, melyet mindhárom szerző az együttesnek dedikált.
2003-ban két nemzetközi versenygyőzelmet is elértek, májusban Helsinkiben a Nemzetközi Harsona Szövetség (International Trombone Association) Harsona Kvartett versenyét, novemberben a Guebbwiller-i (Franciaország) rendezésű Philip Jones Nemzetközi Rézfúvós Kamaraversenyen állhattak a dobogó tetején. Ekkor készítették első felvételüket Hungarian Corpus Sound címmel. 2004-ben újabb versenyekre neveztek be, szeptemberben a Jan Koetsier Nemzetközi Harsona kvartettversenyt nyerték meg, novemberben újból a Passaui Nemzetközi Rézfúvós Kamaraversenyen indultak, ahol a döntőbe jutást követően negyedik helyezést értek el.
Az ezt követő időszak ismét koncertezésekkel és új művek tanulásával telt. 2005-ben a Budapesti Amerikai Nagykövetség és a Liszt Ferenc Zeneművészeti Egyetem közös pályázatát megnyerve a kvartett első ízben jutott el az Egyesült Államokba, ahol koncertlehetőséget kaptak a New Orleansban megrendezett Nemzetközi Harsona Fesztiválon (International Trombone Festival). A sikeres koncertjük után a fesztiválon kiállító Michael Rath hangszerkészítő mester meghívására eljutottak Nagy Britanniába, ahol egy turnét követően megajándékozta a tagokat négy új mesterhangszerrel. Az azóta is tartó folyamatos támogatásával a Michael Rath Trombones manufaktúra lett a kvartett hivatalos szponzora.
2006-ban Wagner Csaba helyére Káip Róbert került. Ekkor megkapták az év kamaraegyüttese címet. A Magyar Csillag Díj is őket illette meg, amit a Duna Televízió adományozott az együttesnek. A Müncheni verseny különdíjaként 2006-ban vették fel második lemezüket a Lipcsei Rádióban Corpus Carnival címmel.
Az ezt követő években a sorozatos koncertek, turnék mellett újabb magyar zeneszerzők ajándékozták meg az együttest szerzeményeikkel. A kvartettnek ajánlotta művét Horváth Balázs, Pintér Gyula, Szigeti István, Sugár Miklós, Zombola Péter, Evgeny Irshai és Wolf Péter is. 
2008-ban eljutottak Japánba egy négyállomásos turnéra, Tokió, Oszaka, Kurayoshi és Maizuru városokban adtak nagy sikerű koncertet. Ezután elkészítették harmadik lemezüket a számukra írt kortárs művekből Fo(u)r Corpus címmel. A felvétel eredményeként első ízben részesültek Artisjus Díjban. Ugyanebben az évben Veér Mátyás is elköszönt az együttestől, helyét Nagy Viktor Dániel vette át.
2010-ben harmadjára is beneveztek a Passaui Nemzetközi Rézfúvós Kamaraversenyre, amit ekkor sikeresen megnyertek. Ezzel a versenygyőzelemmel a Corpus Harsona Kvartett négyszeres nemzetközi verseny győztes lett, amivel kategóriájukban világszinten is egyedülállók. 
2011-ben meghívást kaptak a Nemzetközi Harsona Fesztiválra (ITF), ami akkor Nashville-ben került megrendezésre. Az ott adott sikeres koncertjük után olyan tengeren túli harsonaművészekkel ismerkedhettek meg, mint Bill Watrous, Jiggs Whigham, Conrad Hervig és Wycliffe Gordon. Ebben az évben ítélték oda nekik másodszor is az Artisjus Díjat. Nagy Viktor Dániel távozása után Hegyi Gábor csatlakozott a kvartetthez.
2012-ben Párizsban rendezték meg a Nemzetközi Harsona Fesztivált (ITF), melynek akkor is meghívott fellépő művészei voltak. Sikeres koncertjük után több ízben is visszahívták őket Franciaországba. Felléptek többek között Strasbourgban, Mamersben és Lilleben is. Ebben az évben rendezték meg először az országos “Corpus” harsonaversenyt először zeneművészeti főiskolások, a későbbiekben már zeneművészeti szakközépiskolások részére is. A kvartett kezdeményezésére minden évben új szóló mű született kortárs zeneszerzők tollából, valamint az együttes szponzora jóvoltából (Michael Rath Trombones) minden évben egy új harsona volt versenyük fő díja.
2014-ben egy hatállomásos turnén vettek részt az Egyesült Államokban, játszottak és mesterkurzusokat adtak a Juilliard Egyetemen New Yorkban, a Bostoni egyetemen, Iowa Cityben az Iowa Állami Egyetemen, Cedar Fallsban az észak Iowai Egyetemen, Lawrenceben a Kansasi Egyetemen és az Oklahomai Egyetemen Norman városában. Ezután Hegyi Gábor helyett Galla Ákos csatlakozott a csapathoz.
2016-ban Káip Róberttel is elváltak a közös útjaik, ezúttal Stürzenbaum Róbert lett az együttes új tagja. Ebben az évben ismerkedtek meg Szokolay Dongó Balázs népzenésszel, akivel elindult közös munkájuk, Dongó nagyszerű szerzeményei és hangszerelései révén izgalmas hangzást alakítottak ki, ahol négy harsona mellett megjelent a népi furulya, a doromb, a tárogató és a duda is.
2018-ban elkészítették következő lemezüket Contemporary címmel. Ezután újra meghívást kaptak az Egyesült Államokba, ezúttal az Iowa Cityben megrendezett Nemzetközi Harsona Fesztiválon (ITF) kaptak lehetőséget új lemezük bemutatására. 2018-ban és 2019-ben az évente megrendezett országos harsonaversenyük, a Hungarian Trombone Camp harsonástábor keretein belül nemzetközi szintre emelkedett. 
A sok nemzetközi fellépés mellett a Corpus Kvartett rendszeresen ad koncerteket itthon is, valamint több fesztiválnak is állandó fellépője. Ilyen a Zempléni fesztivál, ahova 2003 óta rendszeresen hívják az együttest, és a Muzsikál az erdő fesztivál is, aminek 2004 óta minden évben meghívott művészei a kvartett tagjai. Többek között Dongóval is a Muzsikál az Erdőn ismerkedtek meg közelebbről. Szerzeményeiből és hangszereléseiből 2019-ben vették fel újabb lemezüket Madárka címmel.
A 2020-as évnek is nagy tervekkel álltak neki, év elején a Székely Filharmónia zenekara előtt léptek fel szólistaként Székelyudvarhelyen, ám azt követően a koronavírus-járvány miatt sok otthoni fellépésük elmaradt, emellett Japánból érkezett meghívásuknak sem tudtak eleget tenni. Sajnos ekkor kettős tagcsere is történt, Stürzenbaum Róbert helyére Gáspár Olivér jött, Galla Ákos helyett pedig Hegyi Gábor tért vissza a kvartettbe. Júliusban kezdtek újra dolgozni, a Muzsikál az Erdő fesztiválon mutatták be Madárka című lemezüket. Ezután felléptek a Zempléni Fesztiválon is, valamint eleget tettek a Szatmárnémeti Filharmónia felkérésének, ahol újfent nagy sikerű koncertet arattak.
2021-ben ünnepelték fennállásuk 20. évfordulóját. Ezt egy szólóval koronázták meg, a Budafoki Dohnányi Zenekar újévi koncertjén szerepeltek a Művészetek Palotája Bartók Béla Hangversenytermében, ahol 1700 embernek játszottak. Ez a koncert olyan sikeres lett, hogy még a Magyar Televízió M5 csatornája is leadta. 2021-ben lettek harmadízben is Artisjus Díjjal kitüntetve.
2022-ben készítették el Szokolay Dongóval második népzenei felvételüket. 2023-ban három új kompozíciót dedikáltak a kvartettnek a kortárs zeneszerzők, Bánkövi Gyula, Guido Mancusi és Malek Miklós is komponált művet az együttes számára. Ezeket 2024 januárjában mutatták be a Bartók Rádióban, ahol az elmúlt több mint húsz év alatt számtalanszor megfordultak már.
Az együttest 2024. március 15-e alkalmából Liszt Ferenc-díjjal tüntette ki a Kulturális és Innovációs Minisztérium.
A 2025-ös év egy újabb tagcserével indult, Gáspár Olivér helyére Pálfy András került az együttesbe. A csapat március közepén sikeres koncertet és mesterkurzust adott Georgia fővárosában Tbilisi-ben. A Tbilisi Szimfonikus Zenekar kíséretében Vakhtang Kakhidze karmester úr vezényletével telt házas koncertjüket álló vastaps kísérte.
2025 májusában a Magyar Művészeti Akadémia a kvartett művészeit köztestületi tagjai közé választotta.
A Corpus Harsona Kvartett jelenlegi tagjai, akik főállásban a Budafoki Dohnányi Zenekar, a Magyar Rádió Szimfonikus Zenekar és a Magyar Állami Operaház Zenekarának művészei : Sütő András, Pálinkás Péter, Pálfy András, Hegyi Gábor.
Az alábbi szerzők dedikáltak műveket az együttes számára:
- Meskó Ilona: Fo(u)r Corpus – 2003

- Dubrovay László: Ördögűző – 2003

- Fekete Gyula: Karácsonyi Kvartett – 2004

- Evgeny Irshai: Trombtellini – 2006

- Pintér Gyula: Gesztusok – 2007

- Horváth Balázs: Etude F-E-B-semitone (Hommage á G.F.H.) – 2007

- Szigeti István: Corpo di Bacco – 2008

- Sugár Miklós: Musica a Quattro – 2009

- Zombola Péter: Quartet 4 harsonára – 2010

- Wolf Péter: Ünnepi Zene – 2012
- Jean-Francois Michel : Trois Tableaux — 2013

- Tóth Armand: Suite – 2014

- Wolf Péter: Happy – 2015

- Szentpáli Roland: From Within – 2016

- Tóth Armand: Quartetto per Tromboni – 2018

- Bánkövi Gyula: Darazsak Ritmusban – 2023

- Malek Miklós: Harsonakvartett – 2023

- Guido Mancusi: HarsoNuts – 2023

- Hollós Máté : MUSaIC – 2025

- Madarász Iván : TROMBONSCHERZO – 2025

- Balogh Máté : WashingTones – 2025

- Ott Rezső : Three Colors ( True Colors) – 2025